# ريديسيا ديل كامينو
بلدية ريديسيا ديل كامينو (بالإسبانية: Redecilla del Camino)‏، هي إحدى بلديات مقاطعة برغش، التي تقع في منطقة قشتالة وليون، والتي تقع في شمال غرب إسبانيا.
يبلغ عدد سكانها 152 نسمة وفقاً لإحصائية سنة (2002).